# フェリクス・ドレーゼケ
フェリクス・アウグスト・ベルンハルト・ドレーゼケ（Felix August Bernhard Draeseke, 1835年10月7日 - 1913年2月26日）は新ドイツ楽派の作曲家。8曲のオペラと舞台作品、4曲の交響曲、多くの声楽曲や室内楽曲など、多岐にわたる分野に作品を残した。

## 生涯
ドイツ中部、ザクセン＝コーブルク＝ゴータ公国コーブルクにあるフランケン公爵領の町で生まれた。幼い頃に既に音楽に魅力を感じ始め、8歳で作曲を始めた。10代の半ば頃に、音楽の専門家になる志を家族に伝えたが、反対する者は誰もいなかった。ただ、ライプツィヒ音楽院で数年間学んだものの、進歩には繋がらなかった。
1852年にヴァイマルを訪れた際に、新ドイツ楽派の中心であるリヒャルト・ワーグナーの『ローエングリン』の公演を聴いた。1855年にはライプツィヒ音楽院を去り、ヨアヒム・ラフ到着直後の1856年から1961年にかけて、ヴァイマルで新ドイツ楽派にのめり込むことになった。1862年にスイスのフランス語圏に移ってローザンヌ周辺で教鞭を執ったのち、1876年にドイツに帰国しドレスデンに居を構えた。
彼は作曲活動において成功を収め続けていたが、ドレスデン音楽院から正式な職を与えられ、経済的保証を得たのは1884年の1年間だけであった。王立ザクセン音楽院で教授職へ昇格した2年後の1894年、58歳になったドレーゼケはかつての教え子であったフリーダ・ノイハウスと結婚した。1912年には最後の交響曲である「交響曲第4番」を完成。1913年2月26日、脳卒中で死去し、ドレスデンのトルケヴィッツ共同墓地 (Urnenhain Tolkewitz) に埋葬された。

## 音楽と様式
ドレーゼケの作曲活動は複数の分野に均等に分かれており、交響曲を始め、協奏曲、オペラ、室内楽曲、ピアノ独奏曲など、あらゆる形式による作品を残した。彼の初期作品である《ピアノソナタ嬰ハ短調「幻想曲風ソナタ」》（1862年 - 1867年）は多くの関心を呼び、フランツ・リストに「ルートヴィヒ・ヴァン・ベートーヴェン以後で最も重要なピアノソナタ」と称賛を受けた。歌劇『ヘルラート』（1879年、当初の作品名は『ベルンのディートリヒ』）、『グートルーン』（1884年、同名の中世叙事詩による）においても成功を収めた。しかしその後、ドレーゼケの作品は忘滅に帰し、後世の人々から理解されないままにあった。
ドレーゼケは、音楽の全方面への発展に力を注いだ。彼の室内楽曲では新しい楽器の使用が見られる。その一例として、アルフレート・シュテルツナーによって開発されたヴィオロッタ（ヴィオラとチェロの中間楽器）があり、ドレーゼケはこの楽器を自作の「弦楽五重奏曲 イ長調」で使用している。その他の楽器では、ヘルマン・リッターによって開発され、ワーグナーがバイロイト祝祭管弦楽団のために改良したヴィオラの原型、ヴィオラ・アルタがある。
優れた対位法の作曲家であったドレーゼケは合唱曲に没頭し、「レクイエムロ短調」（1877年 - 1880年）によって大成功を収めたが、この分野での彼の最高傑作は、序奏と3つのオラトリオから成る《神秘劇「キリスト」》である。この作品は1894年から1899年にかけて作曲され、楽曲の構想は1860年代に遡る。19世紀後半に作曲され、不当に無視された交響曲のうち「交響曲第3番 ハ長調」作品40（「悲劇的交響曲」、1886年）は重要である。「セレナーデ ヘ長調」（1888年）や「ハインリヒ・フォン・クライストのペンテシレイアによる交響的前奏曲」（1888年）といった管弦楽曲のほか、室内楽作品も同様に上質である。

## 評価
生涯中及び逝去直後の短期間、ドレーゼケの音楽は、彼の競争相手からさえも一目置かれる存在であった。彼の作品は、ハンス・フォン・ビューロー、アルトゥール・ニキシュ、フリッツ・ライナー、カール・ベームといった当時の一流音楽家によってドイツ国内で頻繁に演奏された。しかし、ある時ビューローが彼に述べたように、ドレーゼケは "harte Nuß"（気難しい人物）であり、作品の質の高さにもかかわらず、彼が一般の聴衆に人気が出ることはなかった。ドレーゼケは辛辣なまでに批判的になることがあり、それが元で他者との緊迫した関係を作ってしまうことがあった。最も悪名高い例として、1905年、ドレーゼケはリヒャルト・シュトラウスによる新作のオペラ『サロメ』の公演を攻撃、パンフレットにDie Konfusion in der Musik（「音楽における混乱」）と書き残した。
ナチス・ドイツ時代になると、ドレーゼケの音楽は高く評価され、アントン・ブルックナー、マックス・レーガー、ルートヴィヒ・シュポーアと同列に並べられるようになった。しかしそれはナチの自国尊重のための支援によるものであり、重く疑わしい栄誉であった。第二次世界大戦後、流行や政治情勢の変化によって彼の名と音楽は忘れ去られた。しかし、20世紀が終わるに連れて、ドレーゼケの音楽は新しい「録音」によって再び光を当てられるようになった。

## 主要作品

### 交響曲
- 交響曲第1番ト長調 作品12 (1872年)
- 交響曲第2番ヘ長調 作品25 (1876年)
- 交響曲第3番ハ長調 作品40「悲劇的交響曲」（1885 - 1886年）
- 交響曲第4番ホ短調「喜劇的交響曲」WoO 38（1912年）

### 管弦楽曲
- 交響詩『ジュリアス・シーザー』（1860年、改訂1865年）
- 交響的前奏曲『ペンテシレイア』（クライストによる）作品50（1888年）
- 序曲『歓喜』作品65 (1898年）
- ピアノ協奏曲 変ホ長調 作品36（1885年 - 1886年）
- チェロと管弦楽のための交響的アンダンテ ホ長調、WoO 11（1876年）

### オペラ
- シグルド王（原作：エマニュエル・フォン・ガイベルの『シグルド』）
- ベルンのディートリヒ（3幕、1877年、オットー・ズーア・ネッデンによる改訂1925年）
- グートルーン（1879年 - 1984年）
- Bertram de Born（3幕、1892年 - 1894年）

### 合唱曲及び声楽曲（宗教曲及び世俗音楽）
- 神秘劇『キリスト』（序奏と3つのオラトリオ） 
  - 序奏『君主の誕生』作品70
  - オラトリオ『キリストの神聖化』作品71
  - オラトリオ『キリストの預言』作品72
  - オラトリオ『君主の勝利と死』作品73
- 大ミサ曲 イ短調 作品85（1908 - 1909年）
- レクイエム ホ短調（1909年 - 1910年）
- カンタータ『コロンブス』（ソプラノ、バリトン、男声合唱と管弦楽のための）作品52（1890年）

### 室内楽曲
- 弦楽四重奏曲第2番 ホ短調 作品35（1886年）
- 弦楽四重奏曲第3番 嬰ハ短調 作品66（1895年）
- Quintet in A 'Stelzner-Quintett' for violins (2), viola, violotta, and cello（1897年）
- Quintet in F for violins (2), viola, and celli (2), 作品77（1901年）
- ヴィオラ・ソナタ第2番 ヘ長調（1902年）
- クラリネット・ソナタ 変ロ長調 作品38
- チェロ・ソナタ 作品51（1890年）

### ピアノ曲
- ピアノソナタ 嬰ハ短調「幻想曲風」（1867年）

この項目の一部はthe Internationale Draeseke GesellschaftとInternational Draeseke Society/North Americaの許可により再掲載しています。